# G-Men from Hell
Pour plus de détails, voir Fiche technique et Distribution.
G-Men from Hell est un film américain sorti en 2000 réalisé par Christopher Coppola et écrit par Robert Cooper, Richard L. Albert et Nicholas Johnson. Il est inspiré par le comics de Mike Allred intitulé Grafik Muzik et publié par Caliber Comics. Les acteurs principaux sont William Forsythe et Tate Donovan.Ils interprètent deux agents du FBI qui meurent, vont en enfer et s'en échappent pour revenir sur Terre.

## Synopsis
Dean Crept et Mike Mattress sont deux agents du FBI corrompus. Lorsqu'ils meurent, ils arrivent en enfer. Ils arrivent à s'en échapper en volant un cristal magique à Satan. Décidés à gagner leurs places au paradis, ils multiplient les bonnes actions et ouvrent une agence de détective.

## Distribution
- William Forsythe : Dean Crept
- Tate Donovan : Mike Mattress
- Bobcat Goldthwait : Buster Lloyd
- Barry Newman : Greydon Lake
- Zach Galligan : Det. Dalton
- Vanessa Angel : Gloria Lake
- Paul Rodriguez : Weenie Man
- David Huddleston : Dr. Boifford
- Kari Wuhrer : Marete
- Charles Fleischer : Martin/Pete
- Gregory Sporleder : Cheetah Man
- Gary Busey : Lt. Langdon
- Robert Goulet : Satan

## Production
Commencé le 24 octobre 1999 à Los Angeles, le film est terminé en mars 2000. Allred n'a aucun rôle dans la production mais fait une apparition.
Le film est diffusé lors du San Diego Comic Con en 2000. Il sort en Allemagne, et directement en DVD aux États-Unis en 2002.